# Viacheslav Chornovil
Viacheslav Chornovil (en ucraniano: Вячеслав Максимович Чорновіл; n. Yerky, Óblast de Kiev, 24 de diciembre de 1937-Boryspil, Óblast de Kiev, 25 de marzo de 1999) fue un periodista, político y activista de derechos humanos ucraniano, y un prominente disidente soviético, siendo detenido en diversas ocasiones en las décadas 70 y 80 por sus posturas políticas. Abogó por la independencia de Ucrania de la Unión Soviética y, cuando esta fue finalmente obtenida en 1991, se presentó como candidato a la presidencia por su partido, el Movimiento Popular de Ucrania, quedando en segundo lugar tras Leonid Kravchuk, y habiendo obtenido la victoria solo en la región de Galicia Ucraniana. Es reconocido como una de las figuras políticas más prominentes de la década de 1980 y principios de 1990 que han allanado el camino de la Ucrania contemporánea a su independencia.
Nacido en el Óblast de Kiev, Chornovil fue originalmente periodista en prensa y en televisión antes de ser despedido y sentenciado a trabajos forzados por su activismo disidente. Se convirtió en uno de los principales activistas independentistas de Ucrania y fue uno de los primeros miembros del Grupo Ucraniano de Helsinki. En 1988, fundó el Movimiento Popular de Ucrania, el primer partido no comunista del país, y se presentó sin éxito a las elecciones presidenciales de 1991, perdiendo frente a Leonid Kravchuk.
Tras las elecciones presidenciales ucranianas de 1994, Chornovil se convirtió en uno de los principales críticos del Presidente Leonid Kuchma. Aunque se esperaba que se enfrentara a Kuchma en las elecciones presidenciales ucranianas de 1999, su repentina y misteriosa muerte en accidente de coche puso fin a su campaña. Chornovil ha sido recordado como una de las figuras más significativas en la recuperación de la independencia de Ucrania en 1991.

## Biografía
Viacheslav Maksymovych Chornovil nació en Yerky, en la entonces República Socialista Soviética de Ucrania. Chornovil se matriculó en la Universidad de Kiev, inicialmente en la Facultad de Filología, pero tras el primer semestre se trasladó a la Facultad de Periodismo.
En 1958, debido a un conflicto en la universidad, hizo una pausa en sus estudios y se fue a un proyecto de construcción en Zhdanov (actual Mariupol) para un alto horno, y más tarde trabajó para los Komsomolets de Kiev. Chornovil era miembro del Komsomol de Ucrania. Se licenció en 1960 con matrícula de honor, y defendió su diploma con una tesis titulada "Labor publicista de Borys Hrinchenko".

## Periodista
Chornovil trabajó para varios periódicos y en la televisión de Lviv y Kiev entre 1960 y 1964.
En 1964, se trasladó a Vyshhorod y participó en la construcción de la central hidroeléctrica de Kiev (véase embalse de Kiev). Ese mismo año, Chornovil también se matriculó como estudiante de posgrado (véase Candidato a Ciencias) de la Universidad Pedagógica Nacional Drahomov, pero no se le permitió estudiar.
El 5 de septiembre de 1965, junto con Ivan Dzyuba y Vasyl Stus, Chornovil protestó ante el estreno de La sombra de nuestros antepasados olvidados, de Sergei Paradjanov, lo que provocó que fuera despedido de su trabajo y registrado por la policía. Por negarse a testificar en los juicios de los hermanos Horyn, fue condenado a tres meses de trabajos forzados.
Adquirió fama de disidente tras documentar el encarcelamiento ilegal de algunos intelectuales ucranianos. Más tarde, cubrió un reportaje similar sobre veinte ucranianos (Woe from Wit). Acusado de difamación y condenado a tres años en una prisión de máxima seguridad,Chornovil fue puesto en libertad al cabo de 18 meses en virtud de una amnistía general en 1967, con motivo del cincuentenario de la Revolución de Octubre de 1917. The Times le concedió el premio Nicholas Tomalin por la documentación de los juicios.

## Disidente
Durante su exilio en 1969, Chornovil se casó con Atena Pashko. En 1970, consiguió trabajo en la estación meteorológica de Zakarpattia, realizó trabajos manuales para una expedición arqueológica a la región de Odesa y en la estación de ferrocarril Sknyliv de Lviv. Al mismo tiempo, creó la revista clandestina Ukraine Herald. A partir de 1971, trabajó para el departamento de Lviv de la Sociedad de Conservación de la Naturaleza de Ucrania.
En 1972 fue encarcelado por segunda vez por participar en movimientos independentistas ucranianos y en publicaciones afines. Esta vez, Chornovil fue condenado a seis años de prisión y tres más de exilio. Cumplió esta pena en Mordovia, en los campos para presos políticos de los pueblos de Ozernoye y Barashevo, donde participó con frecuencia en protestas, manifestaciones y huelgas de hambre. Chornovil Pasó la mitad de su condena en el campo 17 en la celda de castigo o en régimen de aislamiento en la prisión del campo.
Chornovil renunció a su ciudadanía soviética y decidió trasladarse a Canadá en 1975, pero no se lo permitieron. En 1976, se unió al recién formado Grupo Ucraniano de Helsinki, creado para supervisar el cumplimiento de los Acuerdos de Helsinki de 1975 por parte de la Unión Soviética. En 1978, Chornovil se exilió al Extremo Oriente soviético, recorriendo miles de kilómetros en tren y a pie hasta el pueblo de Chappandu, en Yakutia. Allí trabajó como jornalero en una granja estatal local (sovkhoz), y más tarde como proveedor en Nyurba. En 1978, fue admitido en la sociedad PEN Internacional.
En abril de 1981, Chornovil fue detenido de nuevo, acusado de "intento de violación" y condenado a cinco años de prisión. Como protesta, inició una huelga de hambre de 120 días. Fue liberado en 1983, pero tras una objeción del fiscal de la República Socialista Soviética Autónoma de Yakutia, no se le permitió regresar a Ucrania. Finalmente de regreso al oeste de Ucrania, Chornovil no pudo encontrar trabajo hasta mayo de 1985 como fogonero, tanto en Lviv Miskrembudtrest  (Fondo de Construcción para el Mantenimiento de la Ciudad) como en una escuela especializada de la ciudad.

## Político
A finales de 1980, participó activamente en el movimiento nacional ucraniano convirtiéndose en el primer líder del Movimiento Popular de Ucrania (más conocido como Rukh). En 1988, hubo un primer intento de crear el "Frente Democrático en apoyo de la Perestroika" en Lviv, que fue dispersado por la unidad canina soviética OMON. Más tarde promovió varias acciones de orientación nacional, una de ellas fue la cadena humana que tuvo lugar el 21 de enero de 1990 y conmemoró el acto de unificación de las tierras ucranianas en 1919 (véase Acta Zluky).
Chornovil se presentó como candidato a la presidencia de Ucrania en 1991, pero fue derrotado, ganando sólo en Ucrania occidental. Fue uno de los miembros más importantes del Rukh, Movimiento Popular de Ucrania. Fue elegido miembro de la Rada Suprema por el Movimiento Popular de Ucrania en 1994 y 1998, y fue jefe de ese partido.
Chornovil fue fundador del periódico sociopolítico independiente Chas-Time (conocido también como Chas), del que fue redactor jefe de 1995 a 1999. 
En 1999, Rukh estuvo a punto de disolverse por desacuerdos internos. Se especula con que el fracaso en la liquidación del partido provocó el accidente de tráfico que acabó con la vida de Chornovil. Esto se menciona en el documental de Volodymyr Onyshchenko, El que despertó al Estado de Piedra.

### Oposición a Leonid Kuchma
Tras las elecciones presidenciales de Ucrania de 1994, Leonid Kuchma fue designado presidente de Ucrania. La posterior represión de los medios de comunicación independientes por parte de Kuchma hizo que Chornovil se convirtiera en uno de los principales críticos de su gobierno.
Se esperaba que Chornovil fuera el principal candidato de la oposición al presidente en ejercicio Leonid Kuchma en las elecciones presidenciales de 1999, pero su muerte puso un final abrupto a su campaña.

## Muerte y recuerdo

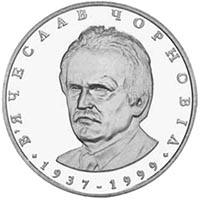
Moneda conmemorativa de 2 hryvnia que representa Chornovil

El 25 de marzo de 1999, Chornovil y su ayudante, Yevhen Pavlov, conducían cerca de Boryspil cuando su vehículo fue embestido de frente por un camión, muriendo ambos en el acto. Decenas de miles de ucranianos asistieron a su funeral.Tras su muerte, su partido estuvo a punto de disolverse.

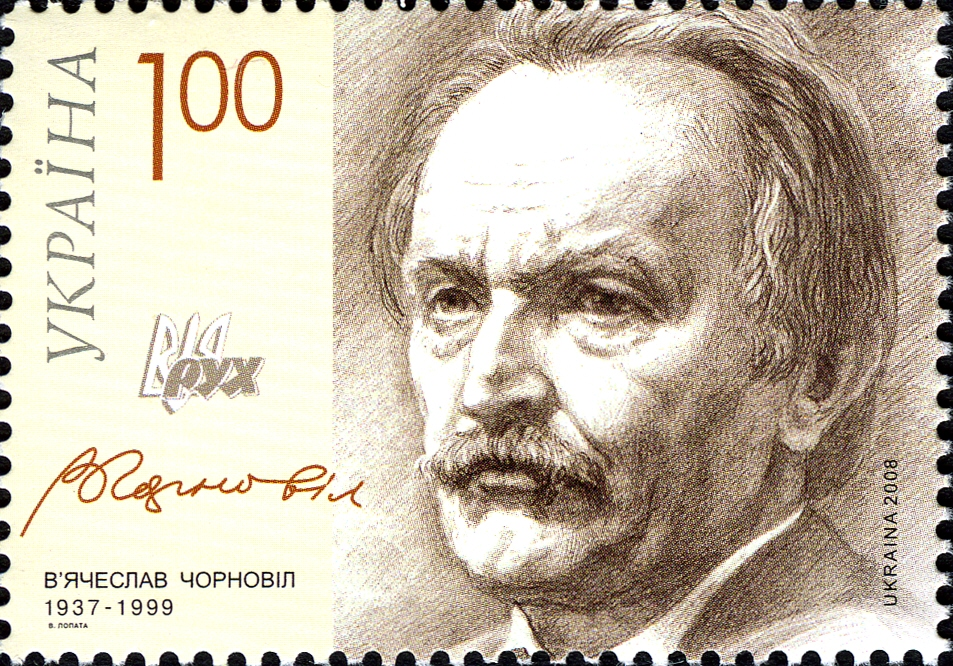
Sello ucraniano en honor a la memoria de Chornovil, 2008.

La investigación oficial llevada a cabo por el Ministerio del Interior concluyó que el choque fue puramente accidental y no descubrió indicios de criminalidad. Sin embargo, algunos partidarios de Chornovil calificaron su muerte de asesinato político e instaron a llevar a los responsables ante la justicia. La teoría del asesinato figura en la página web dedicada a Viacheslav Chornovil y creada por su hijo Taras Chornovil, diputado de la Rada Suprema, anteriormente del Partido de las Regiones.
En 2003, el Banco Nacional de Ucrania emitió una moneda conmemorativa con un valor nominal de 2 hryvnia dedicada a Chornovil.
El 23 de agosto de 2006, el presidente Viktor Yushchenko inauguró un monumento a Chornovil y ordenó una nueva investigación sobre su muerte. El 6 de septiembre de 2006, Yuri Lutsenko, titular del Ministerio del Interior, anunció que, basándose en la información que había visto, él personalmente creía que Chornovil había sido víctima de un asesinato y no de un accidente automovilístico. Lutsenko declaró además que la investigación la llevaban ahora la Fiscalía General de Ucrania y el Servicio de Seguridad de Ucrania, autoridades policiales que no estaban bajo el control de Lutsenko. Fue más allá, aludiendo a que "ciertos círculos" de la Fiscalía y el Servicio de Seguridad están obstaculizando la investigación. Sin embargo, el 9 de agosto, Oleksandr Medvedko, Fiscal General de Ucrania, comentó en la rueda de prensa que la declaración de Lutsenko era "poco profesional", ya que sus conclusiones se basan en información poco fiable. 
El 25 de marzo de 2009, se celebró otro funeral cerca del cartel conmemorativo en Boryspil, y algunos admiradores, entre ellos el entonces alcalde de Kiev, Leonid Chernovetskyi, depositaron flores en su monumento en Kiev para conmemorar el décimo aniversario de la muerte de Chornovil.
En 2009 se emitió un sello ucraniano dedicado a Chornovil. 

## Legado
En algunas ciudades de Ucrania existe la calle Vyacheslava Chornovola.

## Familia
- Padre – Maksym Yosypovych Chornovil (1909-1987), profesor de lengua y literatura ucranianas.
- Madre – Kylyna Kharitonivna Tereshchenko (1909-1985), profesora de escuela primaria
- Hermana – Valentyna Maksymivna Chronovil (1948-presente)
- Primera esposa – Iryna Mykolayivna Brunets
  - Hijo – Andriy Chornovil (1962-presente), médico y profesor de la Universidad Médica de Lviv.
- Segunda esposa – Olena Tymofiyivna Antoniv (1937-1986), disidente (murió en un accidente automovilístico)
  - Hijo – Taras Chornovil (1964-presente), miembro del parlamento de Ucrania (2000-2012)
- Tercera esposa – Atena Vasylivna Pashko (1931-2012), poeta ucraniana
  - Hijastra – Iryna Vasylivna Volytska-Zubko, directora de teatro del "Teatr v Korzyni" (Teatro en una canasta)